# Dereck Lively II
Dereck Jerome Lively II, född 12 februari 2004 i Philadelphia i Pennsylvania, är en amerikansk professionell basketspelare (C) som spelar för Dallas Mavericks i National Basketball Association (NBA).
Han draftades av Oklahoma City Thunder i första rundan i 2023 års draft som tolfte spelare totalt.
Innan Lively blev proffs studerade han på Duke University och spelade för deras idrottsförening Duke Blue Devils.